# Даниэль Саксонский
Даниэль Тимо Саксонский (род. 23 июня 1975, Дуйсбург) — немецкий принц из Саксонского дома, старший сын принца Рюдигера Саксонского (1953—2022) от первого брака с Астрид Линке (1949—1989). Глава Саксонского королевского дома (оспаривается Александром де Афифом).

## Биография
Принц Даниэль родился в Дуйсбурге (Северный Рейн-Вестфалия, Германия). Его мать Астрид Линке (1949—1989) покончила жизнь самоубийством. Он был воспитан в Западной Германии (Штайн-Вингерт) и вернулся в Дрезден после падения Берлинской стены.
После учёбы в средней школе принц Даниэль прошёл военную службу. Затем он изучал промышленную экономику в Ахене в течение шести семестров. Также он изучал лесное хозяйство и в 2003 году вместе со своим отцом принцем Рюдигером основал «Лесную службу Веттинов» (Wettinische Forstverwaltung).
В настоящее время принц работает в семейном бизнесе и организует выставки в одном из фамильных дворцов, замке Морицбург (который был сделан в стиле барокко как «охотничий домик» его предка Фридриха Августа Сильного).
С 2004 года он был членом муниципального совета Морицбурга и Майсена от партии ХДС.
В 2022 году после смерти отца Рюдигера Саксонского стал главой королевского дома.

## Семья и увлечения
До 2002 года принц Даниэль был обручён с певицей Кристиной Линхардт. В 2011 году он женился на Сандре Шерер (род. 1978). 13 января 2013 года у них родился первый ребёнок, девочка по имени Анна-Катарина Софи. В 2015 году родился сын Геро Фридрих Иоганн.
Хобби принца: охота, культура, искусство, новые медиа, компьютеры, интернет (он сделал сайт о своей семье, истории Саксонии и политике). Он также гольфист и основатель Wettiner Golf Cup.